# Крістіан Якобсен Дракенберг
Крістіа́н Я́кобсен Дра́кенберг (норв. Christian Jacobsen Drakenberg; нар. 18 листопада 1626 (?) — пом. 9 жовтня 1772) — напівлегендарний данський моряк норвезького походження, прожив майже 146 років.

## Біографія
Крістіан Якобсен Дракенберг народився на фермі Бломсхольм, парафія Скее в Бохуслені (до 1658 Норвегія) 18 листопада 1626, помер в Орхусі 9 жовтня 1772 року.

### Ранні роки
За словами Дракенберга, його батьками були капітан Якоб Дракенберг і Елізабет Маргрете Юуль. У вісім років він прийшов у будинок свого дядька, який був капітаном в Голландії. В 12 років він виходить у море, і з цього часу почалася його життя моряка. Он стверджував, що був унтер-офіцером, потім боцманом Військово-морських сил Данії, і брав участь у цій якості в війнах проти Швеції 1657–1658 та 1675–1679, які вели Фредерік III, Кристіан V і Фредерік IV. Між цими війнами він був морським торговцем.

### Полон та рабство
Під час поїздки до Іспанії в 1694 році, він був захоплений піратами з Алжиру і був у них рабом протягом десяти років, а потім — після того, як його продали — протягом п'яти років як прислуга у багатого єврея в Алеппо. У 1710 році йому вдалося, разом з п'ятьма іншими рабами, втекти на Мальту в шлюпці. Коли він прийшов у Бордо, то дізнався, що Союз Данія-Норвегія був у стані війни зі Швецією, тому він поспішив на північ, щоб взяти в ній участь. У 1712 році він був не в ладах з капітаном Петером Весселем, (який пізніше отримав шляхетне ім'я Педер Торденшельд), тому що 85-річний Дракенберг не зняв капелюха перед офіцером. Вессель витягнув шпагу і завдав Дракенбергу пару ударів, після чого Дракенбергу вдалося вирвати меч з рук Весселя і закинути його на дах. За це він отримав короткочасний арешт на судні Весселя.

### Здоров'я та сім'я
До 100-річчя у Дракенберга потемніло волосся і прорізалися нові зуби[джерело?]. У 1732 Дракенберг відправився пішки до Норвегії, щоб одержали доказ свого віку. Від священика парафії Скее він отримав копію протоколу, що засвідчував дату його народження. Тоді йому було, імовірно, повні 105 років. Король Данії Крістіан VI дізнався про вік Дракенберга, і про те, що він служив Союзу Данія-Норвегія три війни.
У 1735 році він був запрошений в замок Фреденсборг. Крістіан VI надав йому довічну щорічну пенсію в 70 талерів. Два роки по тому, 27 липня 1737 року, Дракенберг одружується з 60-річною удовою, Марен Мішельсдаттер Багге (бл. 1677-бл. 1740). Коли через кілька років вона померла, Дракенберг продовжував залицятися як до старих удов, так і до молодих дівчат, але отримував гарбуза.
В 1760 році Дракенберг переїхав до Орхусу і оселився в Каренс Йенсдаттер в Фіскергаде (Fiskergade) 82.
.

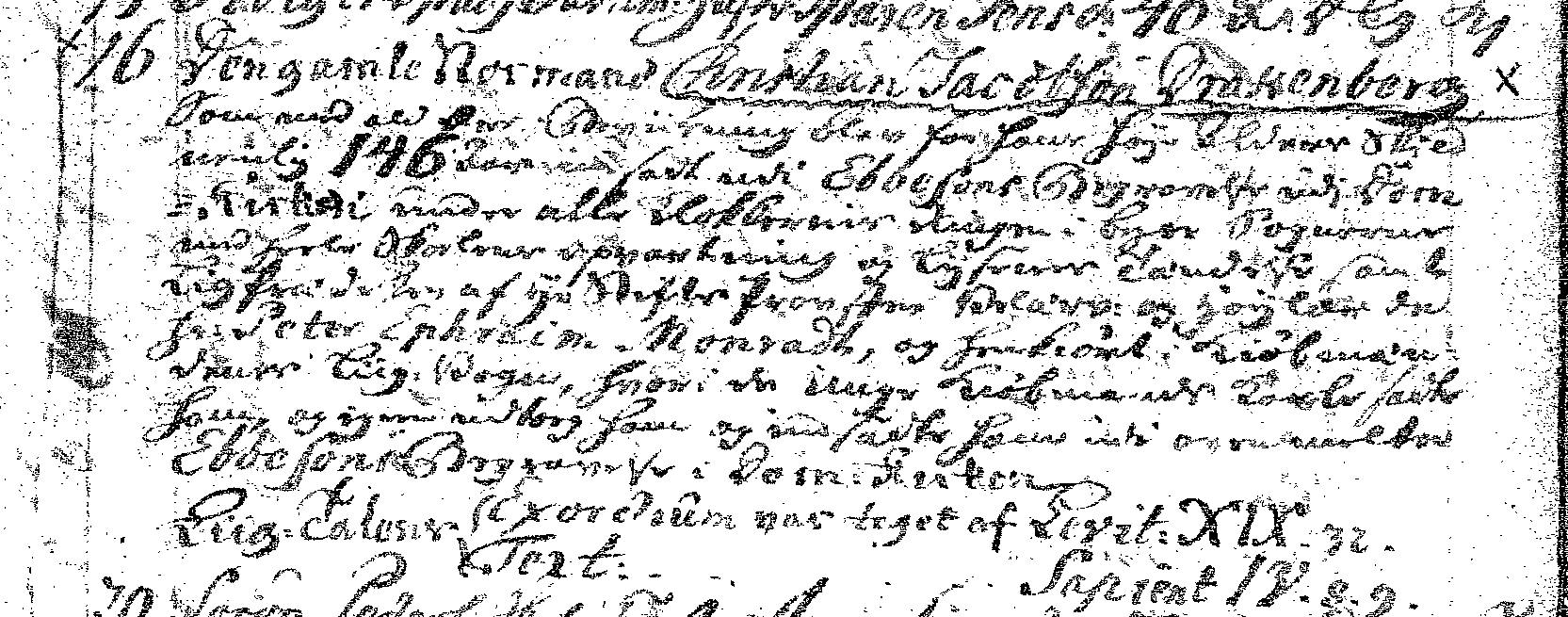
Сертифікат поховання Дракенберга від 16 жовтня 1772. З Орхуського приходу Domsogn, Hasle Herred, посилання 825

В Орхусі він помер і його мумія до 1840 року була на загальному огляді в Чапел Лаурідс Ебб (Laurids Ebb) в Орхуському соборі. Оскільки консорт-королева Кароліна Амалія Ауґустенбурзька під час візиту в собор зажадала, щоб він був похований, мумію було перенесено в склеп церкви. При відновленні Орхуського собору в 1998 році не вдалося, однак, знайти останки Дракенберга або його домовину.
Група дослідників геронтолога Піа Фромхольт з Центру Геронтопсихології в Орхусі сподівалася, що мумія Пила залишається в склепі, щоб вони могли вивчити її детальніше. Так як їм не пощастило з цим, вони спробували знайти один чи кілька з виливків, зроблених Джонсоном. Вони шукали в кількох музеях, але без успіху. В одному данському музеї, проте, припускають, що бюст колись був, але з тих пір зник. Пізніше, в лютому 1999 року одну копію було знайдено в музеї Стремштадта в Швеції.
Детальні дослідження гіпсових масок Дракенберга показали, що вони зроблені з померлої людини, але порівняння з двома прижиттєвими портретами, ((Карла Густава Пило (1741), і Могенса Тране (1758)), не змогло підтвердити або спростувати, чи дійсно відбитки Пила зроблені з мумії. Проте, примітно, що відбиток не показує нічого схожого на бороду, а на обох портретах Дракенберг має велику бороду.

## Критика
У церковних книгах приходу Скее або в іншому місці не вдалося знайти записи про батьків Дракенберга. Він, як стверджується, в 1626 році були хрещений священиком на ім'я Пітер Йохансен Вюнстен, але так і не вдалося знайти цьому доказів.
Також не вдалося знайти сліди священика, Корнеліуса Миколая, який в 1732 році зробив копію протоколу, що засвідчує дату його народження.
Багато сучасних описів Дракенберга, включаючи Шведську Вікіпедію, ґрунтувалися на збірці коротких оповідань Salmonsens konversationsleksikon (1915—1930).
Саме прізвище Дракенберг може читатися як «Гора качурів». Мабуть, Дракенберг, як і багато інших непідтверджених довгожителів, прожив на кілька десятиріч менше.
Ймовірний рік народження Дракенберга — 1665-70.

## Виноски
1. ↑  Norsk biografisk leksikon — Kunnskapsforlaget. — ISSN 2464-1502
2. ↑  Drakenberg, Christian Jakobsen. Salmonsens konversationsleksikon(1915-1930). Архів оригіналу за 17 квітня 2012.